# Izabela Dragneva
Izabela Dragneva –en búlgaro, Изабела Драгнева, nacida como Izabela Rifatova, Изабела Рифатова– (Varna, 1 de octubre de 1971) es una deportista búlgara que compitió en halterofilia.
Ganó siete medallas en el Campeonato Mundial de Halterofilia entre los años 1991 y 2002, y nueve medallas en el Campeonato Europeo de Halterofilia entre los años 1991 y 2004.
Participó en dos Juegos Olímpicos de Verano, ganando una medalla de oro en Sídney 2000 y ocupando el quinto lugar en Atenas 2004 (ambas en la categoría de 48 kg). La medalla de Sídney 2000 la perdió posteriormente por dopaje.

## Palmarés internacional
| Juegos Olímpicos   | Juegos Olímpicos          | Juegos Olímpicos  | Juegos Olímpicos |
| Año                | Lugar                     | Medalla           | Categoría        |
| ------------------ | ------------------------- | ----------------- | ---------------- |
| 2000               | Sídney 2000 (Australia)   | DSC               | 48 kg            |
| Campeonato Mundial |                           |                   |                  |
| Año                | Lugar                     | Medalla           | Categoría        |
| 1991               | Donaueschingen (Alemania) | Medalla de oro    | 48 kg            |
| 1992               | Varna (Bulgaria)          | Medalla de plata  | 48 kg            |
| 1994               | Estambul (Turquía)        | Medalla de plata  | 50 kg            |
| 1995               | Cantón (China)            | Medalla de bronce | 50 kg            |
| 1997               | Chiang Mai (Tailandia)    | Medalla de plata  | 50 kg            |
| 1998               | Lahti (Finlandia)         | Medalla de plata  | 53 kg            |
| 2002               | Varsovia (Polonia)        | Medalla de bronce | 48 kg            |
| Campeonato Europeo |                           |                   |                  |
| Año                | Lugar                     | Medalla           | Categoría        |
| 1991               | Varna (Bulgaria)          | Medalla de oro    | 48 kg            |
| 1994               | Roma (Italia)             | Medalla de oro    | 50 kg            |
| 1996               | Praga (República Checa)   | Medalla de oro    | 50 kg            |
| 1997               | Sevilla (España)          | Medalla de plata  | 50 kg            |
| 1998               | Riesa (Alemania)          | Medalla de oro    | 53 kg            |
| 1999               | La Coruña (España)        | Medalla de oro    | 53 kg            |
| 2000               | Sofía (Bulgaria)          | Medalla de oro    | 53 kg            |
| 2003               | Lutraki (Grecia)          | Medalla de plata  | 53 kg            |
| 2004               | Kiev (Ucrania)            | Medalla de oro    | 48 kg            |